# Abbath
Abbath ist das Pseudonym des norwegischen Musikers Olve Eikemo (* 27. Juni 1973 in Bergen). Er ist Mitglied der Bands I und Immortal und spielte zuvor unter anderem bei Old Funeral.

## Werdegang
Eikemo gehörte im Jahr 1988 zu den Gründungsmitgliedern der Death-Metal-Band Old Funeral, die zwei Demos veröffentlichte. Zusammen mit dem Gitarristen Harald „Demonaz“ Nævdal gründete er die Band Amputation, die ebenfalls zwei Demos herausbrachte. Im Jahr 1990 gründeten Eikemo, Nævdal, Jørn Inge Tunsberg und der Schlagzeuger Armagedda die Band Immortal, in der Eikemo zunächst als Sänger und Bassist auftritt. Bei den Alben Pure Holocaust und Battles in the North spielte Abbath zusätzlich das Schlagzeug. Nachdem Demonaz im Jahr 1997 eine Sehnenscheidenentzündung bekommen hatte, wechselte Abbath vom Bass an die Gitarre. Die Alben Damned in Black und Sons of Northern Darkness wurden von Abbath produziert.
Im Jahr 2003 löste sich die Band Immortal auf. Abbath gründete zusammen mit Armagedda, dem Enslaved-Gitarristen Arve Isdal und dem damaligen Gorgoroth-Bassisten T.C. King die Band I, die im Jahr 2006 ihr bislang einziges Album Between Two Worlds veröffentlichten. Ein Jahr später reformierten sich Immortal. Neben seinen Hauptbands trat Abbath als Gastmusiker bei den Bands Dimmu Borgir, Enslaved und The Battalion auf. Darüber hinaus spielt er in der Motörhead-Coverband Bömbers, in der er den Sänger und Bassisten Lemmy Kilmister mimt.
Abbath war mit Demonaz’ Schwester verheiratet und hat einen Sohn mit ihr.
Im März 2015 gab Abbath bekannt, dass er Immortal auf Eis lege und zukünftiges Material mit einer neuen Besetzung unter dem Namen Abbath veröffentlicht werde.
Auf seinem Album Dread Reaver von 2022 veröffentlichte Abbath eine Black-Metal-Version des Metallica-Songs Trapped Under Ice, das sich im Original auf dem Album Ride The Lightning von 1984 befindet.

## Diskografie

### Mit Immortal
siehe Immortal Diskographie

### Mit I
- 2006: Between Two Worlds

### Als Abbath
- 2016: Abbath
- 2019: Outstrider
- 2022: Dread Reaver

### Als Gastmusiker
- 2003: Dimmu Borgir – Progenies of the Great Apocalypse und Heavenly Perverse (auf dem Album Death Cult Armageddon)
- 2004: Enslaved – Lunar Force (auf dem Album Isa)
- 2008: The Battalion – Detonate und Man to Man (auf dem Album Stronghold of Men)